# Автентикация
 Тази статия е за общия термин.  За компютърни приложения вижте Автентикация (компютърна сигурност).  
Автентикация или удостоверяване (на гръцки: αυθεντικός – „достоверен“, „автор“) е процесът на установяване или потвърждаване автентичността (или истинността) на нещо или някого, т.е., че твърденията, направени от или за този субект, са верни.
Това може да включва например:
- потвърждаване на самоличността на човек,
- проследяване на произхода на находка,
- гарантиране за даден продукт, че е това, което се твърди на опаковката и етикета му, или
- гарантиране, че дадена компютърна програма се ползва правомерно.

В областта на изкуството и антропологията, както и при античните предмети, често срещана задача е да се провери дали даден артефакт е бил създаден от конкретна известна личност и дали е бил създаден на определено място или през определен период от историята.